# Письмянка (приток Степного Зая)
Письмянка — река в России, протекает по Татарстану. Устье реки находится в 201 км по правому берегу реки Степной Зай. Длина реки составляет 10 км, площадь водосборного бассейна — 46,6 км.

## Данные водного реестра
По данным государственного водного реестра России относится к Камскому бассейновому округу, водохозяйственный участок реки — Кама от Нижнекамского гидроузла и до устья, без реки Вятка, речной подбассейн реки — бассейны притоков Камы до впадения Белой. Речной бассейн реки — Кама.